# Élie Pebeyre
Pas d'image ? Cliquez ici

a Compétitions nationales et continentales officielles uniquement.

b Matchs officiels uniquement.
Élie Pebeyre est un ancien joueur français de rugby à XV, né le 27 janvier 1923 à Seilhac, et décédé le 12 décembre 2008 à Brive-la-Gaillarde, de 1,72 m pour 74 kg, ayant occupé le poste de trois-quarts aile droit au CA Brive puis à l'Union sportive Fumel Libos jusqu'en 1945, puis au CA Brive de nouveau.

## Biographie
Alors junior, Élie Pebeyre débute en équipe première du CA Brive en 1938. En 1943, envoyé aux chantiers de jeunesse, il déserte six mois plus tard afin d'échapper au STO, et quitte la Corrèze pour le Lot-et-Garonne, où il accepte un emploi dans une usine sidérurgique de Fumel, et signe à l'US Fumel avec laquelle il atteint les demi-finales lors de la saison 1944-1945.

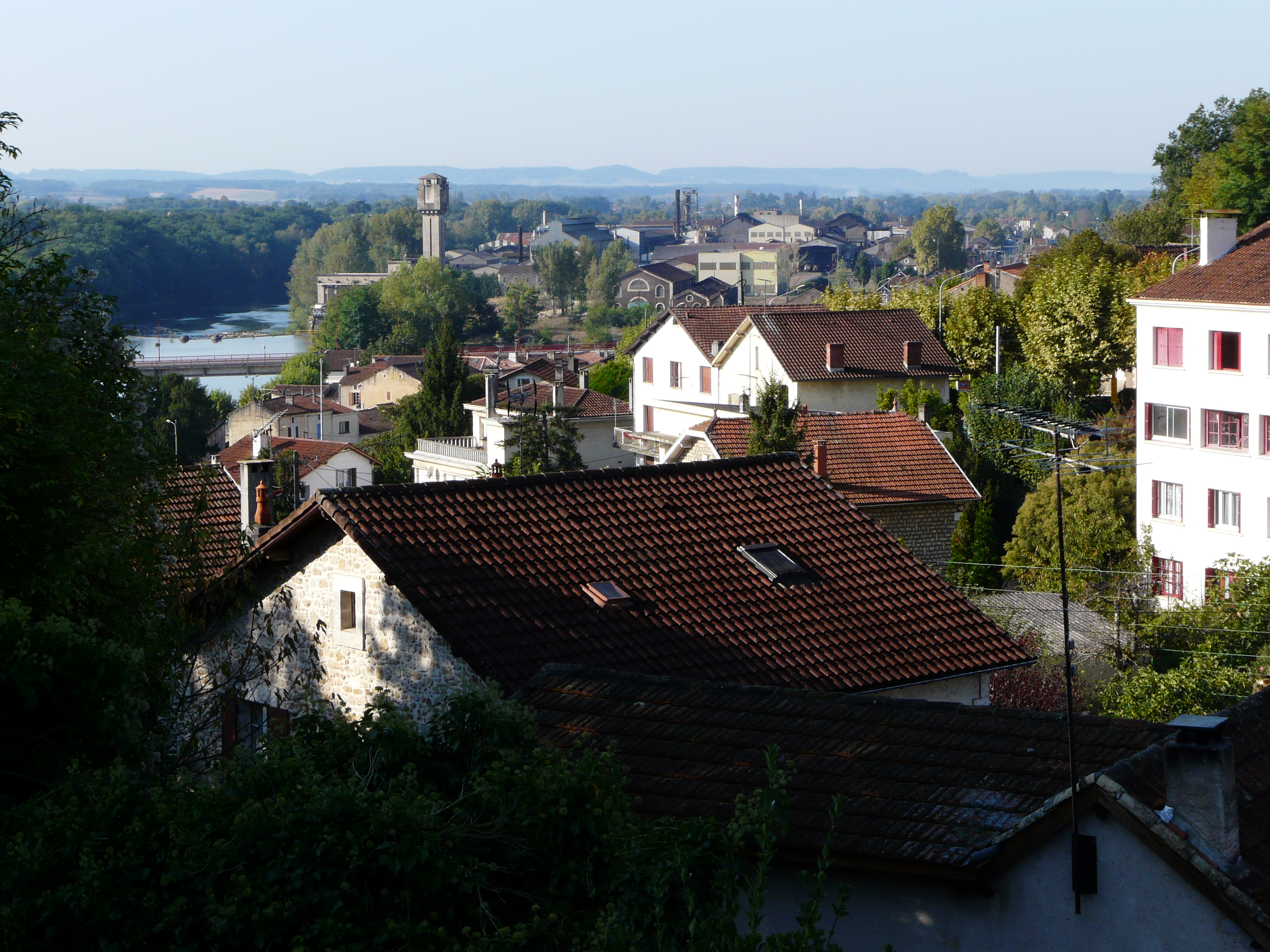
Fumel - Vue de l'usine où Élie Pebeyre a été engagé quand il a rejoint le club

Après le débarquement de Normandie, il s'engage dans les FFI au sein du groupe Veni, bataillon Geoffroy avant d'être mobilisé au 18e escadron du train à Bordeaux. Il rejoint le CA Brive lors de la saison 1946-1947 et ne le quittera plus. En 1947, il dispute les quatre matchs du tournoi des 5 Nations.

Il arrête sa carrière de joueur en 1954 et devient entraîneur, secrétaire général puis président du CA Brive.
Élu au comité du Limousin, il en devient président en 1966. Sous l'ère Ferrasse, il est promu vice-président fédéral puis devient président du comité de sélection de 1977 à 1980. À la suite de différends avec Albert Ferrasse, président de la FFR, il est radié par le comité directeur de la FFR (31 voix pour, 1 contre et 2 abstentions). Quelques années plus tard, le Conseil d'État annule la radiation jugé arbitraire, mais Élie Pebeyre, meurtri par le traitement qui lui a été réservé par ses amis, s'enferme dans un mutisme qu'il gardera jusqu'à sa mort le 12 décembre 2008.
Il est le frère de Paul Pebeyre et le père de l'international Michel Pebeyre.

### Clubs
- 1938-1943 : CA Brive.
- 1943-1946 : US Fumel
- 1946-1954 : CA Brive.

## Palmarès
- 5 sélections en équipe de France (et 3 non off. en 1945 et 1946), de 1946 à 1947
- 1 essai, 3 points
- Participation au 1er Tournoi des Cinq Nations de l'après-guerre, en 1947 (il en dispute les 4 matchs)
- Demi-finaliste du championnat de France 1945 avec Fumel et du championnat de France 1949 avec le CA Brive